# Emilio Boix y Merino
Emilio Boix y Merino (Barcelona, 18 de noviembre de 1856-Montevideo, 1904) fue un arquitecto catalán radicado en Uruguay.

## Biografía

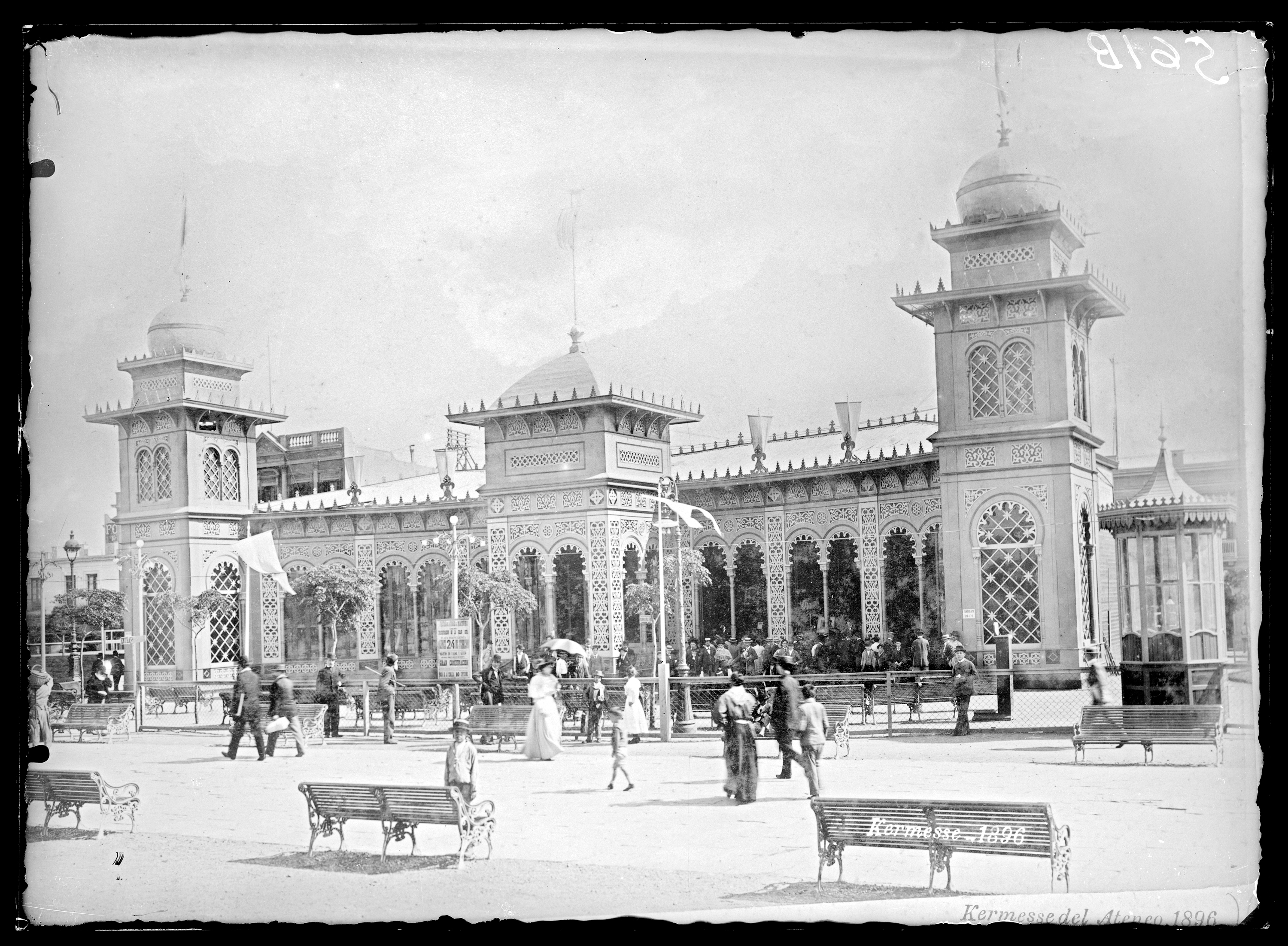
Pabellón de la Kermés de las Damas del Patronato. Obra de Emilio Boix y Merino ubicada en la Plaza Independencia en 1896.

Fue hijo del ingeniero Elzeario Boix y hermano del también ingeniero Félix Boix y Merino.
Estudió en la Escuela Superior de Arquitectura de la Universidad de Madrid, donde obtuvo la licenciatura en 1880. Entre ese año y 1891 desempeñó su profesión en España, ocupando distintos cargos. Fue profesor en la Escuela de Artes y Oficios, así como arquitecto del Palacio de Justicia. También trabajó en la construcción del Palacio de las Artes y la Industria, sede de la Escuela Técnica Superior de Ingenieros Industriales desde 1907 a la que se sumó el Museo Nacional de Ciencias Naturales de Madrid el año 1910. Dicho edificio se comenzó a construir bajo la dirección del arquitecto Fernando de la Torriente, con la asistencia de Emilio Boix y Merino, quien se encargó de la culminación de la obra a la muerte del primero en 1886. Trabajó para proyectos e instituciones estatales y también en la actividad privada.
En 1891 emigró a la Argentina y un año más tarde se trasladó a Montevideo, donde vivió hasta su muerte. En 1893 fue nombrado catedrático de la Facultad de Matemáticas, donde dictó clases de diversas asignaturas. En Montevideo proyectó las fachadas del edificio del Ateneo en 1895, así como la fachada del Cementerio del Buceo. En 1896 realizó un pabellón de estilo neoárabe y carácter efímero que se ubicó en la Plaza Independencia durante la Kermés de las Damas del Patronato. Entre sus obras destacadas se encuentran también las torres y fachadas de la Iglesia de San José, el Palacio Jackson, el Palacio Vilaró y la Quinta de Rubio. De 1894 a 1904 trabajó paralelamente en la construcción de numerosas residencias particulares.